# الانبا رويس
الأنبا رويس هو قديس مصري عرف عنه النسك الشديد ويقول البابا شنودة الثالث بأن هذا القديس لم ينل درجة كهنوتية، ولا سلك في الحياة الديرية كراهبٍ، لكنه فاق كثيرين من أصحاب الرتب والدرجات الكنسية، وصار الباباوات يطلبون صلواته عنهم.

## ميلاده ونشأته
وُلد في ضيعة مِنْية يمين من أعمال الغربية من أسرة فقيرة. كان أبوه فلاحًا واسمه اسحق واسم أمه سارة، وأسمياه فريج. وليس من المعروف على وجه الدقة تاريخ ميلاده لكنه عاش في القرن الرابع عشر الميلادي وتُوفي في 18 أكتوبر سنة 1405 م. كان يساعد أبوه في أعمال الفلاحة فإذا انتهى من عمل الحقل كان يبيع الملح على قعود (جمل) صغير، وقد سمّى قعوده «رويس» (تصغير لكلمة رأس) لأنه كان يداعب صاحبه برأسه الصغير. وكان هذا الجمل أليفًا حتى أنه إذا دعاه باسمه كان يّلبي دعوته، وقيل أن الجمل كان من الذكاء والولاء لصاحبه حتى أنه كان يغطيه إذا نام بدون غطاء، ويوقظه في مواعيد الصلاة. ولعل أهم ما اتسم به فريج هو تواضعه وحبه، فكسب حب القرية.
أقام في منزل والده حتى سن العشرين، ووقع اضطهاد شديد على المسيحيين حتى أن والد القديس ترك الإيمان من شدة وطأة هذا الاضطهاد. اختفى القديس ببرية الشيخ بجوارهم، ثم انطلق إلى مصر ومن شدة تعبه وجوعه نام في الطريق فرأى في نومه رجلين يلمعان كالبرق اختطفاه وحملاه إلى السماء ثم دخلا به إلى كنيسة سماوية، رأى فيها جمعًا كبيرًا من المصلين، وسمع صوتًا من داخل يدعوه إلى التقدم للتناول من الأسرار، حينئذ قدّمه الرجلان المضيئان إلى المائدة المقدسة وتناول من الأسرار، ثم أعاداه إلى الموضع الذي أخذاه منه.

## دعوة إلهية
بعد هذا الحلم نهض وعبر مصر ومنها إلى الوجه القبلي، وفي هذه البلاد غيَّر اسمه إلى «رويس» إنكارًا لذاته. صار يطوف في القطر من قوص بالصعيد إلى الإسكندرية. وكان يحدث كل من يلتقي به عن خلاص نفسه بدموٍع غزيرةٍ. عاش هذا القديس غريبًا هائمًا على وجهه متشبهًا بسيده الذي لم يكن له أين يسند رأسه، وكان حنينه إلى السماء شديدًا، فكثيرًا ما كان يترنم بقول المرتل: «الويل لي فإن غربتي قد طالت عليَّ وسكنت في مساكن قيدار».

## نسكه
مارس عيشة في غاية الخشونة والقسوة وقمْع الجسد، فكان صوّامًا لا يأكل إلا قليلًا والتافه من الأطعمة، ولا يلبس إلا ما يستر عورته ويترك باقي جسمه عاريًا معرضًا لحرارة الصيف وبرد الشتاء، وكان في ذلك شبيهًا بيوحنا المعمدان.
طاف في بلاد القطر المصري، وكان إذا دخل بلدًا يعمل بيديه ليحصل على ما يقتات به ويتصدق بما يتبقى، وكثيرًا ما عرض عليه محبوه الثياب الفاخرة والنقود والعطايا لكنه كان يرفضها. لم يكتفِ بعيشة الحرمان بل كان يصرف حياته صائمًا مصليًا. وقيل عنه أنه كان يصوم يومين وثلاثة انقطاعيًا، ومرة صام أحد عشر يومًا متوالية. كان مواظبًا على التناول المقدس، وكان يتناول الأسرار المقدسة في خوفٍ ورعدةٍ، وكثيرًا ما كان يُظهِر ترددًا عند التناول إحساسًا منه بعدم استحقاقه. ولما سُئِل عن هذا التردد أجاب: «لا يستحق التناول من هذه الأسرار المقدسة إلا من كان جوفه طاهرًا نقيًا كأحشاء سيدتنا الطاهرة مريم التي استحقت أن تحمل المسيح في أحشائها». ولعل ذلك كان يرجع إلى أن الله كشف عن بصيرته، فكان يرى مجد الله حالًا على الأسرار المقدسة وقت التقديس في الهيكل فيضيء بلمعانٍ لا يوصف.
وُهب من الله إعلانات كثيرة روحية، وأيضًا صنع المعجزات، وكان سبب توبة كثيرين. تارة أعلن أنه رأي كاروبيم وسارافيم قيام حول المعمودية يرفرفون حول الطفل بفرح.
كان يعمل في غربلة الحنطة ليتصدق على الفقراء. حبس نفسه في خلوة في بيت سيدة تدعى «أم يعقوب» بالقاهرة، وإذ جاع قدمت له خبزًا. أما هو فأخذ «ردة» مبلولة وأكلها، فحزنت السيدة. قال لها: «لماذا يغتم قلبك على أكلي الردة دون الخبز ولا تغتمين علي خطايا الناس؟ ألا تعلمين أن الخطية تميت الروح، أما الردة فتسند الجسد على أي الأحوال؟ وإن كان الجسد يتألم قليلًا فلكي يكف عن الخطية».

## سياحته
بلغ إلى درجة السياحة السامية، فكان ينتقل عبر المسافات في وقت قصير جدًا ويدخل الأماكن وأبوابها مغلقة. فمرة انتقل إلى أسيوط ورجع خلال ساعة أنهى فيها مهمة إنسانية، ومرة أخرى انتقل إلى الشام ليُنجد مكروبًا. كما وهبه الله معرفة الأسرار المكنونة، وكان مُنكرًا لذاته، فقد أنكر حتى اسمه ودعى نفسه باسم جمله. وعندما ألحّ عليه البعض لمعرفة اسمه الحقيقي قال لهم «تيجي أفليّو» أي تيجي المجنون، والعجيب أن الكنيسة في صلواتها تطلق عليه هذا الاسم «تيجي». وقد أراد أن يُمعن في إنكار ذاته فكان يسير في الطرقات عاري الجسم مكشوف الرأس ويسكن في عِشَّة من الخوص أو ينام على قارعة الطريق. وكثيرًا ما جلب عليه هذا الأسلوب الغريب تهكمات الناس واعتداءاتهم عليه بالضرب والسب والبصق عليه والرجم بالحجارة. وكان عندما تثور نفسه ضد هذه الإهانات يخاطبها قائلًا: «أين أنا من الشهيد مارجرجس وما احتمله، أو من يوحنا المعمدان الذي قطع هيرودس رأسه؟ أين ما أصابني مما أصاب الشهداء من عذاب؟»، ومن فرط العذابات التي كان يتعرض لها كان يحبس نفسه في أماكن نائية، ويعتزل الناس شهورًا عديدة يصرفها في الصلوات الحارة والأصوام الانقطاعية. وقد نظر الله إلى انسحاق قلبه وحبه وقوة إيمانه: فظهر له السيد المسيح خمس مرات بمجدٍ لا يُنطَق به وخاطبه في أحدها فمًا لأذن. وبمثل هذه الرؤى كان يتشجع ويصمد لشتى الآلام ويصمت عن الكلام.

## مقابلته للسلطان برقوق
سمع عنه السلطان برقوق واشتهى أن يراه.وحين استبد الأمير سودون بالبابا متاؤوس استدعى الأنبا رويس وصار يسأله عن حياته وأعماله فلم يجبه بكلمة. أمر بضربه أربعمائة عصا حتى سال دمه وهو صامت. طاف به الجند في الشوارع وهم يضربونه ويبصقون عليه ويشدون شعر رأسه ولحيته، وقد بقيّ صامتًا ثم ألقوه مع تلميذه في السجن. ظهر لهما رب المجد وشفاهما، وإذ طلب الأقباط المسجونون أن يصلي من أجلهم وكان عددهم ثمانية جاءهم البابا في نفس اليوم ومعه أمر الإفراج عنهم.

## بصيرته
كان كثيرًا ما يزور بيوت المؤمنين ويخبرهم بأمور ستحدث في المستقبل ويحذرهم من أضرار ومصائب سوف تحل بهم. وكان القديس معاصرًا للبابا متاؤس الأول (بابا الإسكندرية) الـ87 وكان على صلة به. وفي إحدى المرات قبض الأمير يلبُغا على البابا وعلى مجموعة من المسيحيين، فلما جاء تلميذه إلى الأنبا رويس وأخبره بما حدث للبابا، تنبأ له بأن السيدة العذراء ستخلصه. وقد حدث هذا فعلًا إذ هجم أحد الأمراء من أعداء الأمير وحطَّم أبواب السجن وأخرج البطريرك ومن معه وقبض على الأمير يلبُغا وسجنه وضربه حتى مات.

## مرضه ووفاته
ختم الأنبا رويس جهاده باحتمال مرض شديد بصبر حتى سُمِّي أيوب الجديد. فقد مرض تسع سنوات متصلة: ومكث كل هذه المدة طريح الفراش، صامتًا لا يكلم أحدًا، محتملًا بصبر عجيب. وقد صرف هذه السنوات في التنهد والبكاء والصلاة من أجل الخطاة الذين كانوا يترددون عليه، وكان يشفي المرضى الذين يزورونه بينما هو نفسه يعاني من المرض. وعندما علم بنهاية أجله بارك تلاميذه واحدًا واحدًا ومسح جسده بالماء راشمًا كل أعضائه من قمة رأسه إلى أخمص قدميه بعلامة الصليب. طلب سيدتنا العذراء مريم في ساعة وفاته فلبَّت طلبه، كما أخبر بذلك أحد تلاميذه الذي قال: «رأيت في تلك الساعة امرأة منيرة كالشمس جالسة إلى جانب هذا الأب، وقد أخذت روحه المباركة حسب طلبه». وكان انتقاله في 21 بابه تذكار السيدة العذراء، ودفن بجانب كنيستها بدير الخندق (منطقة الأنبا رويس حاليًا).

## جسده وقبره
في اليوم الثامن لدفنه سُرِق جسده، فظهر لتلاميذه وأعلمهم بواقع الحال فأعادوه إلى قبره ثانية. وكانت تجري من جسده آيات كثيرة، فأغرى ذلك جماعة من المؤمنين أن ينقلوا جسده إلى دير شهران بالمعصرة، فحملوه في سفينة في النيل. وفي طريقهم إلى الدير المذكور ثارت عليهم رياح شديدة وعواصف هوجاء كادت تغرقهم فاضطروا أن يُرجِعوا الجسد ثانية إلى قبره. وفي هذا الجيل (القرن العشرين) حاول شخص يدعى أرمانيوس بك حنا مراقب البطريركية أن يُصلِح قبر القديس، فأمر بهدمه ليبنيه على طراز حديث، فما كاد العامل يهوي على القبر بفأسه حتى شُلَّت يمينه فصرخ مستغيثًا، فأتى كاهن الكنيسة وصلى عليه حتى عادت يده إلى الحركة. ومن ذلك الوقت تُرِك قبره كما هو وكل ما عملوه أنهم بنوا فوقه قبرًا من الرخام دون أن يحركوا الجسد.

## كنائس بنيت علي اسمه
بنيت ست كنائس علي اسمه وهي:
1- كنيسة الأنبا رويس، بشبرا البلد، بشبرا الخيمة، بالقليوبية، مصر
2- كنيسة الأنبا رويس، بكفر فرج جرجس، بمنيا القمح، بالشرقية، مصر
3- كنيسة الشهيد أبوسيفين والأنبا رويس، بحدائق المعادي، بالقاهرة، مصر
4- كنيسة العذراء مريم والأنبا رويس، بالكاتدرائية، بالقاهرة، مصر
5- كنيسة العذراء مريم والأنبا رويس، بحدائق الأهرام، بالجيزة، مصر
6- كنيسة القديسة مريم العذراء والقديس الأنبا رويس، بالفلكي، بالسيوف، بالإسكندرية، مصر.